# Eliud Kiptanui
Eliud Kiptanui (Kaplelach, 6 giugno 1989) è un maratoneta keniota, vincitore della maratona di Praga 2010 con il tempo di 2h05'39".
Inizia la sua carriera sulla distanza nel dicembre 2009, conquistando la Safaricom Marathon, disputata a Kisumu, in Kenya, in 2h12'17", con un vantaggio di diversi minuti sul secondo classificato.
Nel 2010, oltre alla vittoria a Praga con record della corsa, ottiene anche un quinto posto alla maratona di Berlino, vinta dal connazionale Patrick Makau. È giunto quinto alla maratona di Rotterdam 2011, alcuni minuti dietro al trionfatore Wilson Chebet.

## Palmarès
| Anno | Manifestazione | Sede  | Evento   | Risultato | Prestazione | Note |
| ---- | -------------- | ----- | -------- | --------- | ----------- | ---- |
| 2011 | Mondiali       | Taegu | Maratona | 5º        | 2h11'50"    |      |

## Altre competizioni internazionali
2009
- Oro alla Safaricom Marathon ( Kisumu) - 2h12'17"

2010
- Oro alla Maratona di Praga ( Praga) - 2h05'39"
- 5º alla Maratona di Berlino ( Berlino) - 2h08'05"

2011
- 4º alla Maratona di Rotterdam ( Rotterdam) - 2h09'08"
- Argento alla Olomouc Half Marathon ( Olomouc) - 1h01'24"

2012
- Bronzo alla Seoul International Marathon ( Seul) - 2h06'44"
- Argento alla Beijing Marathon ( Pechino)
- 8º alla Maratona di Berlino ( Berlino) - 2h09'59"

2013
- Argento alla Maratona di Singapore ( Singapore) - 2h15'26"

2014
- 5º alla Maratona di Berlino ( Berlino) - 2h07'28"

2015
- Argento alla Maratona di Berlino ( Berlino) - 2h05'21"

2016
- 5º alla Maratona di Berlino ( Berlino) - 2h07'47"
- 6º alla Maratona di Tokyo ( Tokyo) - 2h08'55"

2017
- Oro alla Maratona di Ottawa ( Ottawa) - 2h10'14"
- 5º alla Maratona di Valencia ( Valencia) - 2h07'25"
- 6º alla Cardiff Half Marathon ( Cardiff) - 1h02'34"

2018
- 5º alla Maratona di Parigi ( Parigi) - 2h08'20"

2019
- 7º alla Xiamen International Marathon ( Xiamen) - 2h14'15"